# Остапковецька сільська рада
Остапкове́цька сільська́ ра́да — адміністративно-територіальна одиниця та орган місцевого самоврядування в Городоцькому районі Хмельницької області. Адміністративний центр — село Остапківці.

## Загальні відомості
Остапковецька сільська рада утворена в 1920 році.
- Територія ради: 35,653 км²
- Населення ради: 852 особи (станом на 2001 рік)
- Територією ради протікає річка Смотрич

## Населені пункти
Сільській раді підпорядковані населені пункти:
- с. Остапківці
- с. Калитинці
- с. Слобідка-Кузьминська

## Склад ради
Рада складається з 12 депутатів та голови.
- Голова ради: Волишин Святослав Тарасович
- Секретар ради: Довгань Олена Михайлівна

### Керівний склад попередніх скликань
| Прізвище, ім'я, по батькові | Основні відомості                                                                   | Дата обрання | Дата звільнення |
| --------------------------- | ----------------------------------------------------------------------------------- | ------------ | --------------- |
| Волошин Святослав Тарасович | Сільський голова, 1971 року народження, член партії Християнсько-Демократичний Союз | 26.03.2006   | 31.10.2010      |
| Волишин Святослав Тарасович | Сільський голова, 1971 року народження, освіта середня спеціальна, безпартійний     | 31.10.2010   |                 |

Примітка: таблиця складена за даними сайту Верховної Ради України

### Депутати
За результатами місцевих виборів 2010 року депутатами ради стали:

#### За суб'єктами висування
| Суб'єкт висування                      | Кількість обраних депутатів | %    |
| -------------------------------------- | --------------------------- | ---- |
| Партія регіонів                        | 4                           | 33,3 |
| Самовисування                          | 4                           | 33,3 |
| Народна партія                         | 3                           | 25   |
| Партія Християнсько-Демократичний Союз | 1                           | 8,3  |

#### За округами
| № округу                               | Прізвище, ім'я, по батькові     | Дата визнання обраним | Освіта             | Партійна приналежність                      | Відомості про обраного депутата                       |
| -------------------------------------- | ------------------------------- | --------------------- | ------------------ | ------------------------------------------- | ----------------------------------------------------- |
| Народна Партія                         |                                 |                       |                    |                                             |                                                       |
| 1                                      | Цвігун Валентина Григорівна     | 05.11.2010            | середня спеціальна | член Народної партії                        | Остапковецька сільська рада, землевпорядник           |
| 7                                      | Кочмар Світлана Василівна       | 05.11.2010            | вища               | член Народної партії                        | Варовецька загальноосвітня школа, вчитель             |
| 8                                      | Довгань Олена Михайлівна        | 05.11.2010            | середня спеціальна | член Народної партії                        | Остапковецька сільська рада, секретар сільської ради  |
| Партія регіонів                        |                                 |                       |                    |                                             |                                                       |
| 2                                      | Яловий Володимир Іванович       | 05.11.2010            | середня            | позапартійний                               | с. Остапківці, священослужитель                       |
| 3                                      | Надопта Анатолій Володимирович  | 05.11.2010            | середня спеціальна | позапартійний                               | Остапковецька загальноосвітня школа, кочегар          |
| 6                                      | Наумов Сергій Іванович          | 05.11.2010            | середня            | позапартійний                               | тимчасово не працює                                   |
| 10                                     | Гаджук Євгенія Миколаївна       | 05.11.2010            | середня спеціальна | позапартійна                                | Остапковецька сільська рада, бухгалтер                |
| Партія Християнсько-Демократичний Союз |                                 |                       |                    |                                             |                                                       |
| 9                                      | Костур Сергій Костянтинович     | 05.11.2010            | вища               | член Партії Християнсько-Демократичний Союз | Фермерське господарство с. Калитинці, завідувач ферми |
| Самовисування                          |                                 |                       |                    |                                             |                                                       |
| 4                                      | Волошина Світлана Олександрівна | 05.11.2010            | середня спеціальна | позапартійна                                | Бібліотека, с. Остапківці, завідувачка бібліотеки     |
| 5                                      | Пазак Сергій Васильович         | 05.11.2010            | середня            | позапартійний                               | тимчасово не працює                                   |
| 11                                     | Кравець Анатолій Васильович     | 05.11.2010            | середня            | позапартійний                               | тимчасово не працює                                   |
| 12                                     | Лігульчак Віктор Зотович        | 05.11.2010            | середня            | позапартійний                               | Фермер                                                |